# 逆流 (映画)
『逆流』（ぎゃくりゅう）は、1924年（大正13年）の日本のサイレント映画である。製作は東亜キネマ等持院撮影所、阪東妻三郎（「阪妻」）主演初期（デビューの翌年）の作品で、マキノ省三の四女･マキノ輝子（後の智子）との初共演作。同年9月5日、宝塚ルナパークで封切られた。
この作品で描かれる反逆精神と虚無的な生き方は、阪妻作品に特徴的なものとされ、阪妻主演・二川監督・呂九平脚本のトリオは後に名作『雄呂血』を生むことになる。阪東主演の無声映画でフィルムが現存する稀有の存在である。

## あらすじ
南條三樹三郎は、斜陽の南條家を再興しようと、文武両道に励んでいた。剣術の師である倉橋十平太の娘･操は三樹三郎に同情してやさしい声をかける。このことは三樹三郎に恋心を起こさせ、相手も同じ気持ちであると思い込ませる。
ある日、三樹三郎の母は、道を走りすぎた家老の子･早水源三郎の馬に蹴り殺されてしまう。またある日、三樹三郎は操と源三郎の逢瀬を偶然目撃してしまい、恋心を裏切られたと思い込む。操と源三郎は近々祝言だという。さらに、お城に奉公していた姉･お富美が憂鬱な顔をしているので問い詰めると、源三郎によって陵辱されてしまったのだという。
操と源三郎の祝言の日、激高した三樹三郎は婚礼の場へと乗り込もうとするが、臨席者らによって狂人として門外に追い出された。この騒動により、三樹三郎は藩からも追放され、南條家再興の道は絶たれた。
あれから7年の歳月が経った。酒と喧嘩に溺れ、落ちぶれた浪人の三樹三郎は、村の童からも「乞食侍」と嫌がらせをされる始末。童を追い払いながら浜辺にいると、一艘の舟が浜に着き、あろうことか源三郎と操夫婦ら一行が降りてきて浜辺を歩き出すではないか。恨み重なる源三郎へと殺到する三樹三郎と、押し留めようとする一行。浜辺はたちまち血の修羅場と化す。ついに三樹三郎は、源三郎へとどめを刺す。しかし、三樹三郎の心は晴れない。

## スタッフ
- 監督：二川文太郎
- 原作・脚本：寿々喜多呂九平
- 撮影：橋本佐一呂

## キャスト

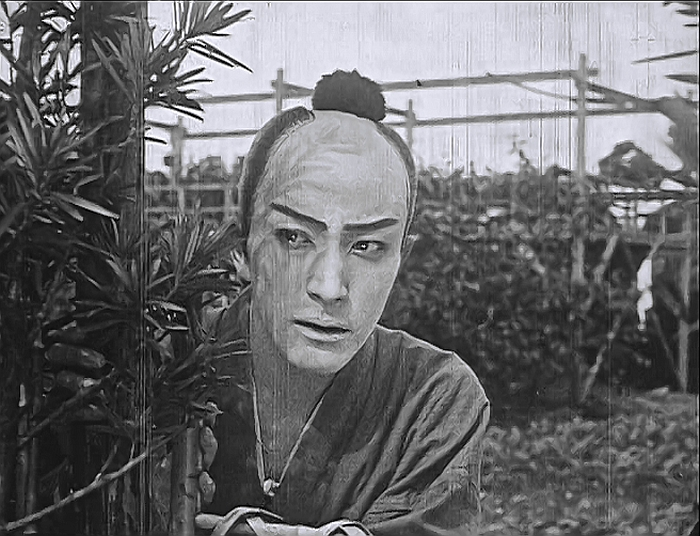
阪東妻三郎 - 南條三樹三郎
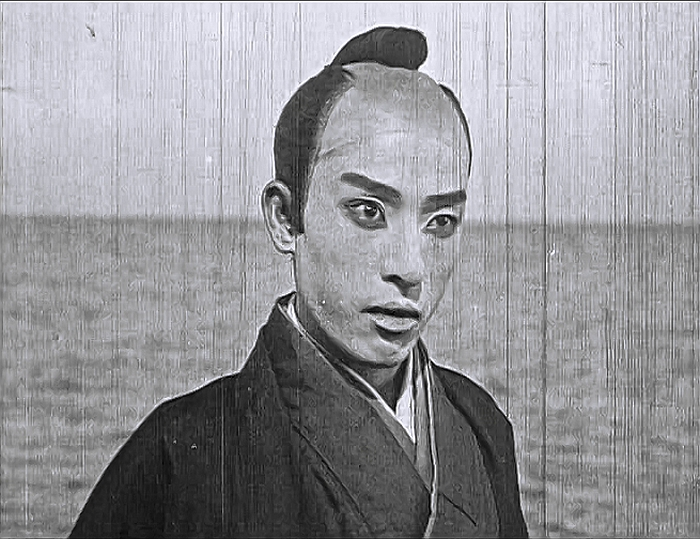
片岡紅三郎 - 早水源三郎（家老の息子）
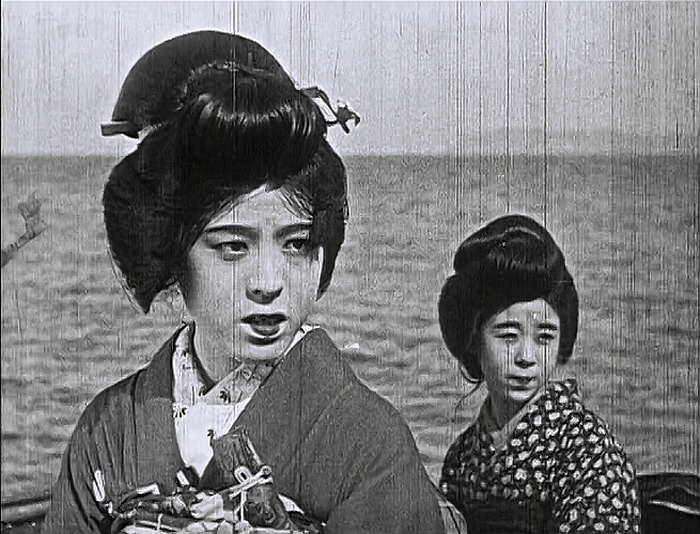
マキノ輝子 - 倉橋の娘 操(みさお)
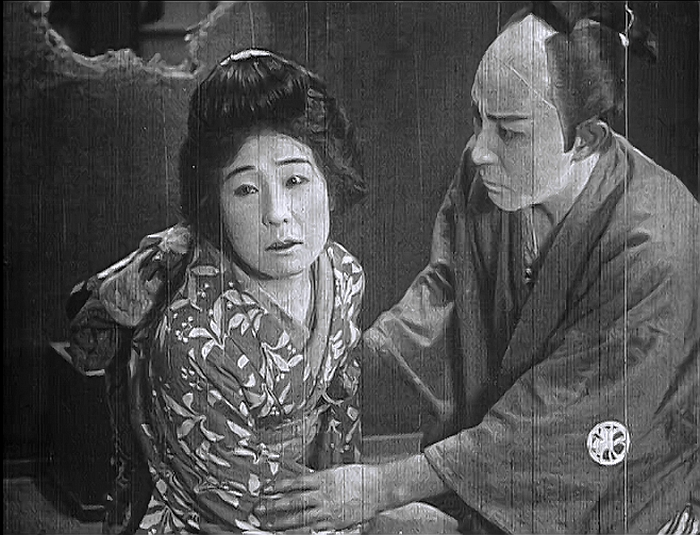
清水れい子 - 南條の姉 お富美(おとみ)（右は阪東妻三郎）
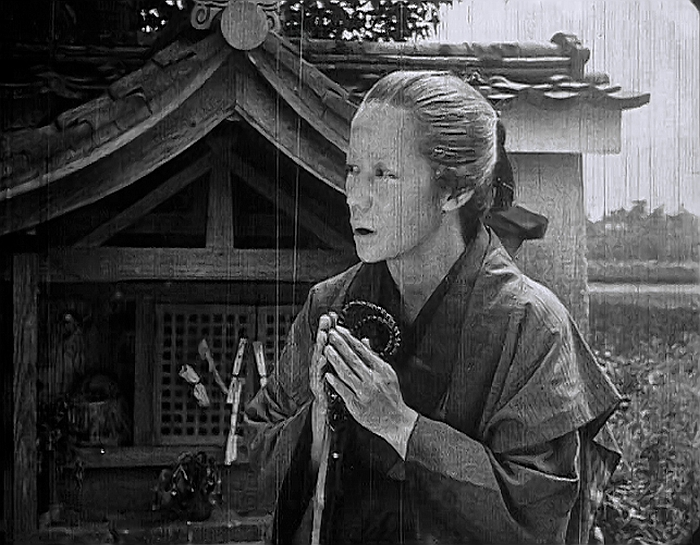
中川芳江 - 南條の母

- 嵐冠三郎 - 倉橋十平太（剣客）
- 瀬川路三郎 - 山室平内
- 大谷万六 - 大工の熊さん
- 中村琴梅 - 駕籠屋の仁助
- 中村吉松 - 駕籠屋の権太